# Егатебја Тало
Егатебја Тало (фр. Ayguatébia-Talau; кат. Aiguatèbia i Talau) насеље је и општина у јужној Француској у региону Лангдок-Русијон, у департману Источни Пиринеји која припада префектури Прад.
По подацима из 2011. године у општини је живело 44 становника, а густина насељености је износила 1,48 становника/km². Општина се простире на површини од 29,68 km². Налази се на средњој надморској висини од 1365 метара (максималној 2.030 m, а минималној 720 m).

## Демографија
| 1962. | 1968. | 1975. | 1982. | 1990. | 1999. | 2011. |
| ----- | ----- | ----- | ----- | ----- | ----- | ----- |
| 30    | 57    | 35    | 36    | 45    | 46    | 44    |

График промене броја становника у току последњих година